# دين تيريل
دين تيريل (بالإنجليزية: Deane Terrell)‏ هو أستاذ جامعي أسترالي، ولد في 22 أبريل 1936 في أديلايد في أستراليا.